# Amt Zellerfeld
Das Amt Zellerfeld war ein historisches Verwaltungsgebiet des Königreichs Hannover bzw. der preußischen Provinz Hannover.

## Geschichte
Die Verwaltung des Oberharz oblag noch bis nach dem Wiener Kongress den Bergämtern Clausthal und Zellerfeld bzw. der ihnen übergeordneten Berghauptmannschaft. 1818 wurde das Bergamt Zellerfeld aufgehoben und sein Bezirk dem Bergamt Clausthal angeschlossen. 1841 wurden die Gerichts- und Verwaltungsbefugnisse des Berg- und Forstamts auf die neu geschaffenen Berg- und Stadtgerichte in Clausthal und Zellerfeld übertragen, die als Justizunterbehörden der Justizkanzlei Göttingen und als Verwaltungsbehörden der Berghauptmannschaft unterstellt waren. Im Zuge der Trennung von Justiz und Verwaltung (1852) wurde das Berg- und Stadtgericht Zellerfeld in das Amt Zellerfeld überführt. Die Stadt Zellerfeld blieb zunächst amtsfrei und wurde erst 1854 in das Amt eingegliedert. 1859 wurden die Ämter Zellerfeld, St. Andreasberg und die bisher amtsfreie Stadt Clausthal zum Amt Zellerfeld zusammengefasst. Ab 1885 bildeten Amt und Stadt Zellerfeld den Kreis Zellerfeld.

## Umfang
Bei seiner Aufhebung (1885) umfasste das Amt folgende Gemeinden:
| - Altenau - Bockswiese-Hahnenklee - Buntenbock - Clausthal | - Grund - Lautenthal - Lerbach - Lonau (*) | - Lonauer Hammerhütte (*) - Riefensbeek-Kamschlacken - Sankt Andreasberg (*) - Schulenberg | - Sieber (*) - Wildemann - Zellerfeld |

(*) Aus dem ehemaligen Amt St. Andreasberg
- Karte mit allen verlinkten Seiten:
- OSM |
- WikiMap

## Amtmänner
- 1842–1843: Friedrich Heinrich Conrad Ostmann, Bergrat
- 1843–1848: Carl Heinrich Engelhard Seidensticker, Bergrat
- 1848–1852: Gustav Friedrich Neuß, Berg- und Stadtrichter
- 1852–1868: Otto Hunaeus, Amtmann